# Gebremedhin Haile
Gebremedhin Haile   (Etiòpia) (amàric: ገብረመድህን ኃይሌ) és un exfutbolista etíop de la dècada de 1980 i entrenador.
Fou internacional amb la selecció de futbol d'Etiòpia.
Destacà en la seva tasca d'entrenador a Defence Force SC, la selecció d'Etiòpia i Jimma Aba Buna. Fou seleccionador entre els entrenadors Yohannes Sahle i Ashenafi Bekele, l'any 2016.